# Mordellistena dahomeyensis
Mordellistena dahomeyensis là một loài bọ cánh cứng trong họ Mordellidae. Loài này được Pic mô tả khoa học năm 1952.